# Jacques Mertens
Jacques Antoine Edmond Odile Marie Mertens (Gent, 17 april 1936) is een Belgisch archivaris en historicus.

## Levensloop
Jacques Mertens is de zoon van Alfons Hendrik Mertens en Martha Raman. Hij trouwde met Yvette De Langhe (1937-1990) en ze hebben een dochter, Patricia.
Mertens doorliep de humaniora aan het Koninklijk Atheneum in Gent en daarop vatte hij de studies wijsbegeerte en letteren aan de Rijksuniversiteit Gent aan. Hij werd in 1959 licentiaat geschiedenis met het proefschrift De samenstelling van de Brugse schepenbanken in sociaal opzicht (1302-1384) Van 1959 tot juli 1962 was hij leraar aan het Koninklijk Lyceum van Geraardsbergen, en volbracht zijn legerdienst.

## Rijksarchivaris
In 1962 trad hij in dienst bij het Algemeen Rijksarchief in Brussel en in 1963 werd hij archivaris-paleograaf in het Rijksarchief te Brugge. In 1967 werd hij doctor in de geschiedenis met een proefschrift getiteld Bijdrage tot de kennis van de sociaal-economische toestanden op het platteland in het Brugse Vrije in de late Middeleeuwen. In 1970 werd hij in Brussel hoofd van de afdeling 'Plaatselijke archieven'. Vanaf 1978 werd hij hoofd van de afdeling Brugge-Gent, met zetel in Brugge. In 1990 werd hij departementshoofd van de rijksarchieven in Oost- en West-Vlaanderen. Hij ging met pensioen op 1 juli 1996.
Mertens werd in 1970 bestuurslid van het Genootschap voor Geschiedenis te Brugge en was van 1975 tot 1985 redactiesecretaris.

## Publicaties
- Zie hieronder 'Literatuur'.
- Oud en nieuw in de middeleeuwen, 1962.
- Biervliet, een laatmiddeleeuws centrum van zoutwinning, 1963.
- Inventarissen van archieven van kerkfabrieken, 4 delen, 1966-69.
- Inventarissen van gemeentearchieven, 3 delen, 1966-74.
- De processenverbaal van de 'Commission des poids et mesures' van het Lediedepartement, 1967.
- Voor een nieuwe archiefwet, 1987.
- Schoolstrijd en schoolpact, 1988.
- Boekbanden bewaard in het Rijksarchief te Brugge, in: Handelingen van het Genootschap voor Geschiedenis te Brugge, 2011, blz. 349-383.
- De bevolking van de zeventien provinciën omstreeks 1570. Demografie met de natte vinger, in: Handelingen van het Genootschap voor Geschiedenis te Brugge, 2012, blz. 255-265.